# Eucalyptus populnea
Espèce
Classification phylogénétique
Eucalyptus populnea est une espèce de plantes à fleurs du genre Eucalyptus et de la famille des Myrtaceae. C'est un arbre endémique d'Australie. On le trouve dans le centre et les zones côtières du Queensland et dans le nord de Nouvelle-Galles du Sud.

## Description
Il peut atteindre jusqu'à 25 mètres de hauteur et forme de vastes forêts clairsemées dans les zones arides et semi-arides. L'espèce se caractérise par ses feuilles ovales de 8 cm de long sur 5 de large, d'un vert foncé brillant et son écorce grise fibreuse sur le tronc et les plus grosses branches.

## Écologie
Dans le nord de son aire de répartition, l'espèce se mélange avec Eucalyptus brownii qui lui ressemble beaucoup mais avec des feuilles plus lancéolées.

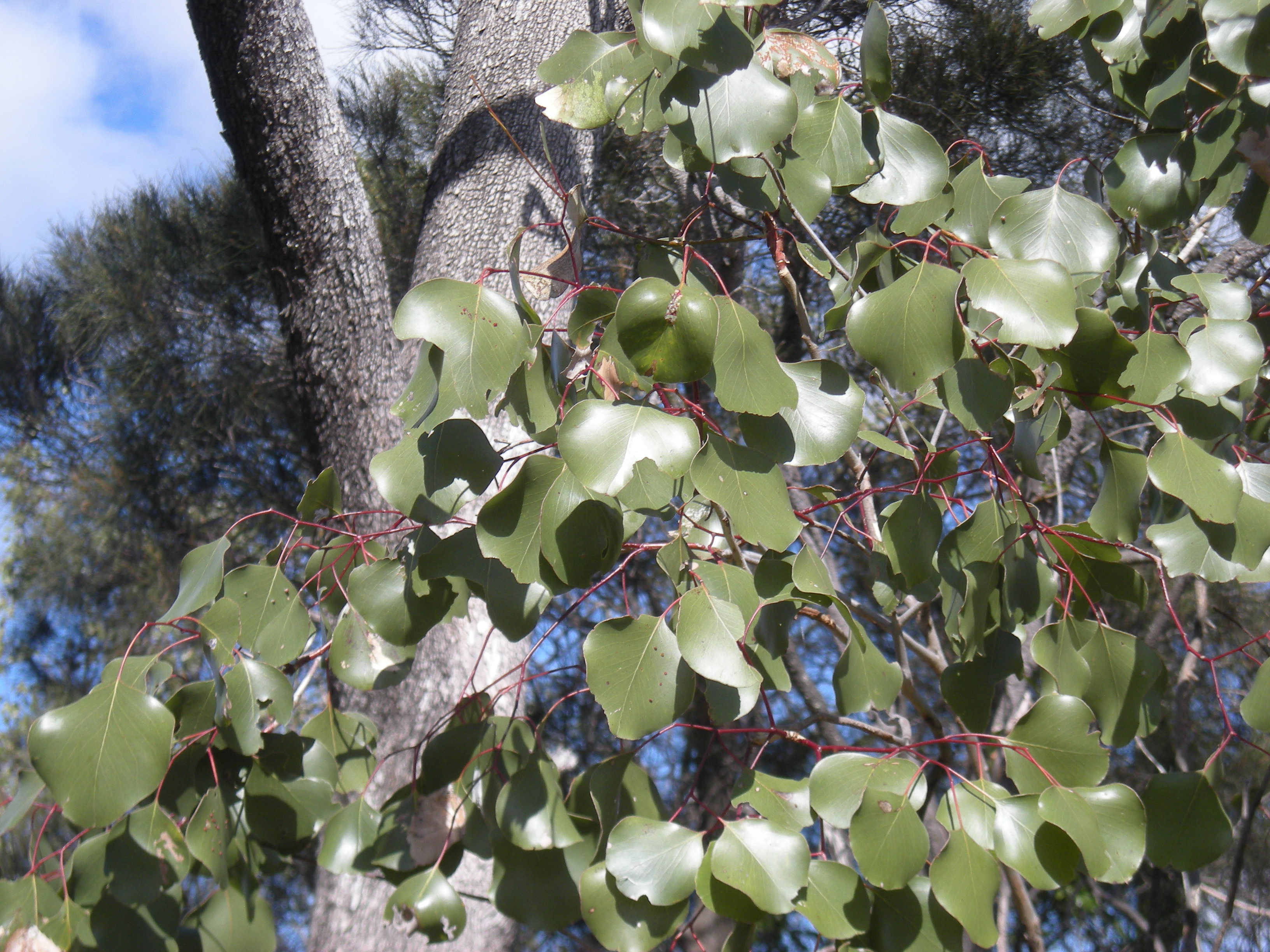
feuilles d’Eucalyptus populnea.

E. populnea s'associe souvent avec d'autres espèces comme l'Acacia aneura et l'Eremophila mitchellii.